# Ośrodek Zapasowy Artylerii Lekkiej nr 1
Ośrodek Zapasowy Artylerii Lekkiej nr 1 – oddział artylerii Wojska Polskiego II RP z okresu kampanii wrześniowej.
Ośrodek Zapasowy Artylerii Lekkiej nr 1 nie występował w pokojowej organizacji Wojska Polskiego. Był jednostką formowaną zgodnie z planem mobilizacyjnym „W” w Zajezierzu koło Dęblina, w II rzucie mobilizacji powszechnej. Jednostką mobilizującą był 28 pułk artylerii lekkiej.

## Historia i formowanie
W ramach mobilizacji powszechnej w jej II rzucie w czasie X+6, z kadry i nadwyżek rezerwistów: 28 pułku artylerii lekkiej, 18 pułku artylerii lekkiej, 8 pułku artylerii lekkiej i 32 dywizjonu artylerii lekkiej zmobilizowano Ośrodek Zapasowy Artylerii Lekkiej nr 1. Ośrodek ten miał za zadanie przeszkolenie uzupełnień i formowanie baterii marszowych drugiej serii, dla jednostek zmobilizowanych przez 8, 18, 28 pal i 32 dal.  
Etat OZAL nr 1 w/g planu mobilizacyjnego przewidywał:
- dowództwa ośrodka zapasowego
- bateria gospodarcza
- 1 bateria armat typu A
- 2 bateria armat typu A
- 1 bateria haubic typu A
- 1 bateria armat typu B
- 2 bateria armat typu B
- 1 bateria haubic typu B
- bateria łączności[3].

Dowódcą ośrodka został ppłk Edmund Bartkowski. Zgodnie z planem ośrodek miał być formowany w oparciu o nadwyżki kadry i rezerwistów pozostałe po zmobilizowaniu pułków i dywizjonu artylerii lekkiej i innych pododdziałów przez nich zmobilizowanych, stacjonujących na terenie Okręgu Korpusu nr I. Sprzęt i uzbrojenie dla formowanego ośrodka było z zasobów 8, 18, 28 pal, 32 dal, a także zdeponowane w magazynach w twierdzy w Dęblinie i koszarach w Zajezierzu. Kadrę i rezerwistów ośrodka początkowo miały stanowić Oddziały Zbierania Nadwyżek 8, 18, 28 pal i 32 dal. Formowanie ośrodka rozpoczęto od pierwszych dni września w koszarach w Zajezierzu przez 28 pal. Ośrodek miał zostać zmobilizowany w okresie X+6 czyli do 10 września, ale z uwagi na przyspieszenie formowania rozkazem Ministra Spraw Wojskowych, do 8 września. Do Zajezierza/Dęblina zgłaszali się rezerwiści, mający skierowanie do OZAL nr 1, prowadzono w Dęblinie mobilizację żołnierzy rezerwy i koni oraz wozów konnych dla potrzeb Ośrodka. Oprócz Oddziału Zbierania Nadwyżek 28 pal pod dowództwem mjr. Kazimierza Kwaśniewicza, który wszedł w skład Ośrodka na miejscu w Zajezierzu, dotarł jeszcze w całości lub jego w części Oddział Zbierania Nadwyżek 8 pal z Płocka pod dowództwem mjr. Józefa Szymańskiego. Nie jest pewne czy do Ośrodka dołączył maszerujący pieszo od 6 września z Rembertowa, OZN 32 dal pod dowództwem kpt. Bronisława Bronowskiego. Prawdopodobnie również nie jest pewne, czy dołączył maszerujący, od dnia 5 września pieszo do Ośrodka, Oddział Zbierania Nadwyżek 18 pal z Ostrowi Mazowieckiej, pod dowództwem kpt. Wacława Kalinki.      
Ze względu na zagrożenie miejsca formowania na lewym brzegu Wisły, czynności mobilizacyjne OZAL nr 1 kontynuowano w oparciu również o obiekty twierdzy w Dęblinie, na prawym brzegu Wisły. Po sformowaniu przewidzianych planem oddziałów, doraźne sformowano w Ośrodku kilka plutonów artylerii, do wsparcia oddziałów broniących przedmości i prawego brzegu Wisły. W nocy 9/10 września samochody pułku strzelców pieszych przewiozły plutony armat 75 mm bez zaprzęgów na nowe miejsca z rejonu Stężycy, w pierwszej kolejności do Bochotnicy do wsparcia batalionu II/93 pułku piechoty oraz do Solca do wsparcia III/93 pp. Pozostałe plutony artylerii miały pozostać w Dęblinie do dyspozycji zastępcy dowódcy psp ppłk. Ottona Zielińskiego. Ogółem w Ośrodku miało się znaleźć ok. 50 oficerów, ok. 3000 szeregowych, uzbrojonych w ok. 1500 kbk. Dla większości żołnierzy rezerwy wydano umundurowanie używane. Stan osobowy Ośrodka podzielono na baterie piesze, bez dział. Z uwagi na zagrożenie miejsca dyslokacji przez czołówki oddziałów niemieckich zbliżających się do linii rzeki Wisły, podjęto decyzje o ewakuacji Ośrodka Zapasowego Artylerii Lekkiej nr 1.    

## Przemarsze i działania bojowe
Nocą 7/8  września nastąpił wymarsz ośrodka z Zajezierza lewym brzegiem Wisły do Puław. 8 września rano Ośrodek przeprawił się przez most na Wiśle w Puławach, dotarł marszem pieszym do folwarku Michałówka, gdzie w folwarku i w zakładzie doświadczalnym Instytutu Pułaskiego kwaterował i odpoczywał. W nocy 8/9 września OZAL nr 1 podjął marsz osiągając rano miejscowość Bronisławka, w której kwaterował w dniach 9 i 10 września. W nocy 10/11 września marszem osiąga las na północny wschód od wsi Samoklęski. Nocą 11/12 września przemieszcza się do lasu na północ od wsi Wólka Zabłocka (na południowy wschód od Lubartowa). Nocnym marszem 12/13 września osiąga rejon na zachód od Jeziora Białego, a po nocnym marszu 13/14 września przybył do rejonu wsi Szcześniki, gdzie przebywa na postoju do świtu 15 września. Następnie wykonano dzienny marsz poprzez Hańsk, Macoszyn, szosą Włodawa-Chełm Lubelski w kierunku południowym. Noc 15/16 spędzono na postoju w niemieckiej kolonii niedaleko Łowczy. Od rana do wieczora 16 września OZAL nr 1 dotarł poprzez Żalin do kolonii Świerże, gdzie zatrzymał się na kolejną noc. Z uwagi na zagrożenie atakiem przez niemieckie pancerno-motorowe oddziały, atakujące w kierunku Dorohuska, o świcie 17 września część Ośrodka przeprawiła się przez Bug w Dorohusku. W trakcie walki o przyczółek mostowy Oddziału płk. Künstlera, pozostała część Ośrodka podeszła do mostu. Lecz nie przeprawiła się i zawróciła do Świerży. Przeprawiona część pomaszerowała w kierunku Kowla. Na miejscu koncentracji Ośrodka przewidziano futor Pindziuchy, pojawiły się tam tylko niektóre baterie. Prawdopodobnie do walki o przedmoście mostu w Dorohusku z podjazdem niemieckiej 3 Dywizji Pancernej, włączyła się jakaś część Ośrodka z baterią armat 75 mm. Pozostające na wschodnim brzegu Bugu pododdziały OZAL nr 1, dalszy marsz wykonały przez Zapole i Horodno, a 18 września przez Zastawie do Maciejowa, gdzie uzyskano informację o agresji sowieckiej i częściowej demobilizacji oddziałów WP w Kowlu i Włodzimierzu Wołyńskim. W we wsi Kowel, pod miastem Kowel 17 września zginął dowódca OZAL nr 1 ppłk Edmund Bartkowski. Dowództwo Ośrodka objął mjr Józef Szymański. Część żołnierzy Ośrodka na wieść o wkroczeniu wojsk sowieckich zawróciła w kierunku zachodnim, żołnierze nie posiadający broni lub pochodzący z mniejszości narodowych z terenów wschodnich zostali zdemobilizowani. Pozostali przeprawili się na zachodni brzeg rzeki Bug, walczyli w różnych grupach WP i częściowo weszli w skład Samodzielnej Grupy Operacyjnej „Polesie”. Z nich sformowano pododdziały piechoty i włączono do oddziałów bojowych SGO „Polesie” dzielili oni dalsze losy tych oddziałów do chwili kapitulacji. Część, która nie przeprawiła się przez Bug i pozostała na Lubelszczyźnie, po potyczce pod Janowem Lubelskim została rozformowana lub grupami weszła w skład oddziałów formowanych w składzie Frontu Północnego lub równolegle działających Grup „Kowel”, „Chełm” lub „Niemen”.  

## Obsada dowódcza
dowództwo OZAL nr 1
- dowódca - ppłk Edmund Bartkowski  z 17 pal (do 17 IX 1939)
- zastępca dowódcy - mjr Józef Szymański z 8 pal (dowódca od 17 IX 1939)
- kwatermistrz - mjr Kazimierz Kwaśniewicz z 28 pal
- dowódca baterii gospodarczej - por. rez. Stanisław Załęski (8 ofic. ok. 300 kanonierów)
- dowódca baterii łączności -
- dowódca baterii pieszej (bez dział) - por. rez. Robert Milbrandt